# ستركوبيلين
ستركوبيلين مركب من مركبات البيلينات، ويتألف المركب بنيوياً من أربع حلقات بيرول خطية، وهو ناتج من نواتج تقويض الهيم.
يعد الستركوبيلين مسؤولاً عن اللون البني في البراز، حيث عزل أول مرة منه سنة 1932.
يمكن أن يستخدم الستركوبيلين، وكذلك الأوروبيلين القريب بالبنية، في الوسم الكييميائي الحيوي لتحديد مستويات التلوث بالبراز في المسطحات المائية.